# آلفرد آدام
آلفرد آدام (فرانسوی: Alfred Adam‎; ۴ آوریل ۱۹۰۸ – ۷ مهٔ ۱۹۸۲) هنرپیشه، فیلم‌نامه‌نویس، و بازیگر سینما اهل فرانسه بود. وی بین سال‌های ۱۹۳۵ تا ۱۹۷۴ میلادی فعالیت می‌کرد.
از فیلم‌ها یا برنامه‌های تلویزیونی که وی در آن نقش داشته‌است می‌توان به بوته آزمایش، گذران زندگی، بیگانه، و رئیس‌جمهور اشاره کرد.
آلفرد آدام در 74 سالگی در فرانسه درگذشت.